# Cỏ mía
Cỏ mía hay cỏ lắt léo, cỏ dầy xanh, cây cô hong (danh pháp: Rottboellia cochinchinensis) là một loài thực vật có hoa trong họ Hòa thảo. Loài này được (Lour.) Clayton mô tả khoa học đầu tiên năm 1981.

## Hình ảnh

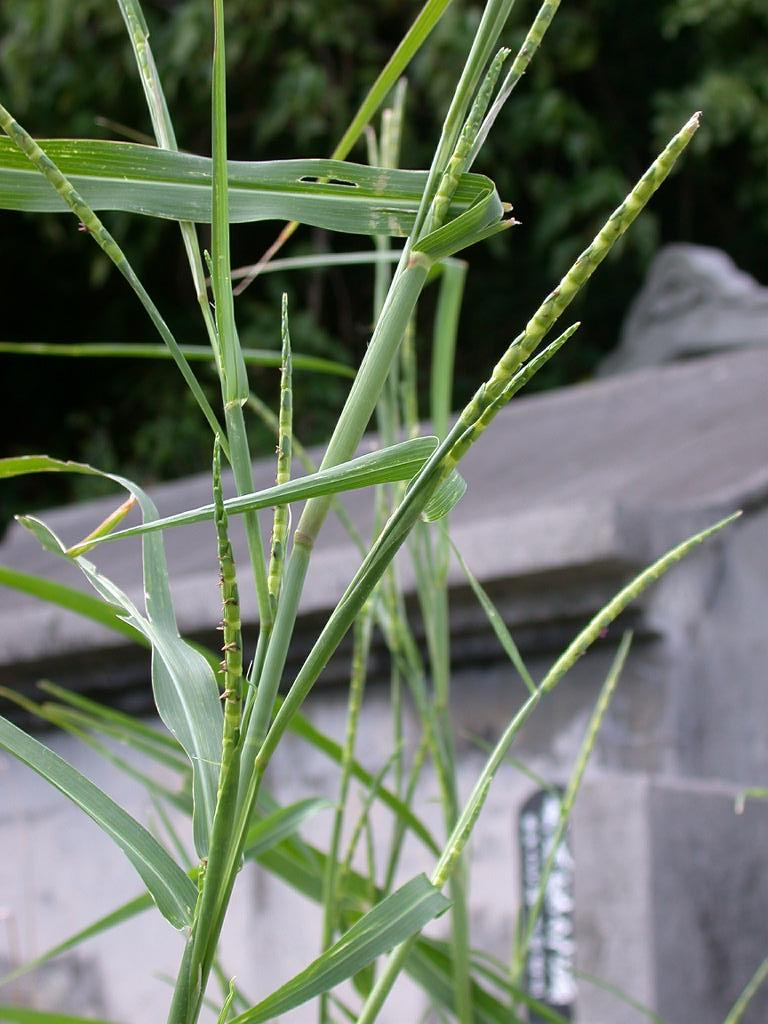
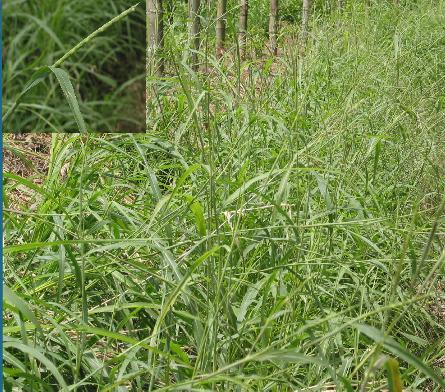